# 百鸟朝凤 (电影)
《百鸟朝凤》（英語：Song of the Phoenix），是一部2016年中国劇情片，为吴天明执导的最后一部作品，改编自肖江虹的同名原著小说。陶泽如、李岷城主演，中国于2016年5月6日公映。

## 剧情
讲述新老两代唢呐艺人焦三爷、游天鸣为了坚守信念传承技艺的过程中所产生的师徒情、父子情和兄弟情。
游天鸣自小就被父亲送到焦三爷家学艺，后来师父家又来了一位同龄的师弟蓝玉。最终游天鸣被师父选为接班人，而蓝玉则被迫离开。在天鸣长大并成为班主后，焦家班也改为游家班，不过此时传统的唢呐表演正在受到西洋乐团的挑战。焦家班的成员也为了生计而被迫转行，但是游天鸣始终在坚守梦想和对师父的承诺，坚持要把唢呐班办下去。最后焦三爷由于身患肺癌晚期而逝世，天鸣则在师父的坟前吹奏了一曲百鸟朝凤。

## 角色
| 演員   | 角色         | 備註                           |
| 陶泽如 | 焦三爷       | 老一代唢呐艺人                 |
| 李岷城 | 成年游天鸣   | 徒弟                           |
| 郑伟   | 童年游天鸣   | 徒弟                           |
| 迟蓬   | 师娘         |                                |
| 胡先煦 | 童年蓝玉     | 游天鸣的师弟                   |
| 嵇波   | 二师兄       |                                |
| 张喜前 | 游本盛       | 游天鸣之父                     |
| 墨阳   | 蓝玉（成年） | 在古建筑施工队工作，与秀芝相恋 |
| 谭群   | 大师兄       |                                |
|        | 秀芝         | 游天鸣之妹                     |

## 创作
2014年2月，影片完成最后的剪辑制作，一个月后，吴天明去世。

## 评价
贾樟柯表示“只要看五分钟，就会被这部电影打动”，“这个时代在意这样的事情的人不多了。所谓理想，就是你对你爱的东西在意。只有对文化在意，对国家在意，对人在意，才能诞生《百鸟朝凤》这样的电影”。
韩寒表示“吴天明导演真的是一位电影大师，没有他就没有中国电影最辉煌的时代。《百鸟朝凤》讲述了一个关于传承的故事，这部电影也让我想起自己生命中的恩师，《萌芽》的赵长天老师。相信每个人看这部电影的感受都会是相通的，也希望大家都能看《百鸟朝凤》，感受传承的精神”。
影评人“风间隼”认为：“《百鸟朝凤》所展现的，绝不只是一群艺人的人生故事，更是吴天明导演对整个中国文化的思考。“金木水火土”五个村庄簇拥着的“无双镇”，象征了传统中国的空间格局。唢呐乐班与西洋乐队的交锋，象征了传统中国与西洋文明、市场大潮的冲突和对峙。《百鸟朝凤》背后象征的传统道德的衰落则指涉了几十年来的礼崩乐坏和人心不古。甚至男主角“天鸣”也与导演的名字谐音，夫子自道之意跃然银幕之上。可以说，吴天明导演的收官之作延续了他从《老井》到《变脸》一以贯之的人生思考，依旧在用影像讲述着他心目中的那个“中国”。”

## 票房
刚上映前几天排片很低，导致票房很差。5月12日，制片人方励在微博下跪磕头请求各影院增加《百鸟朝凤》排片，之后排片得到提升，票房也顺势得到大幅提高。5月26日，片方成功申请电影公映密钥有效期延期至7月6日。最终累计8690万人民币。

## 奖项
2013年第29届中国电影金鸡奖
- 最佳故事片(提名)
- 评委会大奖（获奖）
- 最佳男主角(提名)：陶泽如
- 最佳女配角(提名)：迟蓬
- 最佳录音（提名）：王长锐

第一届丝绸之路国际电影节
- 最佳故事片奖